# 22 Bishopsgate
22 Bishopsgate é um arranha-céu comercial completado em 2020 em Londres, Reino Unido. 
Ocupa um lugar proeminente em Bishopsgate, no distrito financeiro da City of London e tem 278 m de altura, com 62 andares. O projeto substitui um plano anterior para uma torre de 288 m chamada "The Pinnacle", na qual a construção foi iniciada em 2008, mas suspensa em 2012 após a Grande Recessão, com apenas o núcleo de concreto dos primeiros sete andares. A estrutura foi posteriormente submetida a um re-design, a partir do qual ficou conhecido pelo seu endereço postal, 22 Bishopsgate.